# Jabagere, Hunsur
Jabagere là một làng thuộc tehsil Hunsur, huyện Mysore, bang Karnataka, Ấn Độ.